# Christopher Joseph Weldon
Christopher Joseph Weldon (New York, 6 settembre 1905 – Springfield, 19 marzo 1982) è stato un vescovo cattolico statunitense.

## Biografia
Monsignor Christopher Joseph Weldon nacque del quartiere del Bronx di New York il 6 settembre 1905 da Patrick Weldon e Mary (nata Dwyer).

### Formazione e ministero sacerdotale
Dopo essersi diplomato alla PS 9 Sarah Anderson School nel 1918, studiò nel Gran Seminario di Montréal fino al 1924, quando tornò negli Stati Uniti per entrare nel seminario "San Giuseppe" di Yonkers.
Il 21 settembre 1929 fu ordinato presbitero per l'arcidiocesi di New York nella cattedrale di San Patrizio a New York. L'anno successivo completò gli universitari all'Università Cattolica d'America a Washington. In seguito fu vicario parrocchiale della parrocchia di San Francesco d'Assisi a Mount Kisco dal 1930 al 1931, cappellano e direttore spirituale della Newman School di Lakewood dal 1931 al 1935, vicario parrocchiale della parrocchia di San Giovanni Crisostomo a White Plains dal 1935 al 1936 e vicario parrocchiale della parrocchia del Santissimo Sacramento a New York dal 1936 al 1942. Nel periodo della seconda guerra mondiale fu cappellano nella United States Navy dal 1941 al 1945. Tornò quindi a New York dove fu maestro di cerimonie del cardinale Francis Joseph Spellman dal 1945 al 1947 e direttore esecutivo di Catholic Charities dal 1947 alla nomina episcopale. Nel 1947 venne nominato monsignore e l'anno successivo prelato domestico.

### Ministero episcopale
Il 28 gennaio 1950 papa Pio XII lo nominò vescovo di Springfield. Ricevette l'ordinazione episcopale il 24 marzo successivo dal cardinale Francis Joseph Spellman, arcivescovo metropolita di New York, coconsacranti l'arcivescovo metropolita di Boston Richard James Cushing e il vescovo ausiliare di New York Stephen Joseph Donahue.
Durante il suo episcopato monsignor Weldon supervisionò la costruzione della Cathedral High School, la Scuola di Nostra Signora di Lourdes a Springfield, aggiunse un'ala al Farren Memorial Hospital di Montague e costruì Mont Marie, la casa madre dell'Istituto delle suore di San Giuseppe in diocesi. Eresse dieci nuove parrocchie e costruì undici nuove chiese e diversi centri parrocchiali. Stabilì un centro per l'apostolato ispanico a Springfield e nel 1954 fondò il giornale diocesano. Prestò servizio anche come presidente dell'Elms College di Chicopee dal 1958 al 1977. Partecipò al Concilio Vaticano II.
Il 15 ottobre 1977 papa Paolo VI accettò la sua rinuncia al governo pastorale della diocesi.
Morì al Mercy Hospital di Springfield il 19 marzo 1982 all'età di 76 anni. È sepolto nel Gate of Heaven Cemetery di Springfield.
Nel 2005 monsignor Weldon venne accusato di aver abusato sessualmente di un ragazzo negli anni '50, quando questi aveva tra i 10 e i 16 anni. L'accusatore del vescovo affermò che altri sei preti avevano abusato sessualmente del ragazzo, incluso suo zio. La sua famiglia tuttavia negò l'abuso. I funzionari diocesani di Springfield dissero che non c'era nulla nei loro archivi che sostenesse tali affermazioni.
Nel settembre del 2018, il comitato di revisione diocesano notificò al vescovo Mitchell Thomas Rozanski di aver trovato credibile una presunta accusa di abuso sessuale avanzata contro monsignor Weldon da un cittadino di Chicopee che aveva affermato che tale fatto era stato commesso quando era bambino. Il comitato di revisione successivamente si divise, con diversi membri che affermavano che la vittima non aveva nominato direttamente Weldon, mentre altri tre presenti sostenevano che lo avesse fatto. Nel giugno del 2019 monsignor Rozanski incontrò la presunta vittima, dicendo di aver trovato le accuse "profondamente preoccupanti". Nel giugno del 2020 un'indagine ordinata dal vescovo e condotta dal giudice in pensione della Corte superiore del Massachusetts Peter A. Velis ha ritenuto che l'accusa "fosse inequivocabilmente credibile".

## Genealogia episcopale
La genealogia episcopale è:
- Cardinale Scipione Rebiba
- Cardinale Giulio Antonio Santorio
- Cardinale Girolamo Bernerio, O.P.
- Arcivescovo Galeazzo Sanvitale
- Cardinale Ludovico Ludovisi
- Cardinale Luigi Caetani
- Cardinale Ulderico Carpegna
- Cardinale Paluzzo Paluzzi Altieri degli Albertoni
- Papa Benedetto XIII
- Papa Benedetto XIV
- Papa Clemente XIII
- Cardinale Marcantonio Colonna
- Cardinale Giacinto Sigismondo Gerdil, B.
- Cardinale Giulio Maria della Somaglia
- Cardinale Carlo Odescalchi, S.I.
- Cardinale Costantino Patrizi Naro
- Cardinale Lucido Maria Parocchi
- Papa Pio X
- Papa Benedetto XV
- Papa Pio XII
- Cardinale Francis Joseph Spellman
- Vescovo Christopher Joseph Weldon